# Кашировка (Пензенская область)
Каши́ровка — деревня Малосергиевского сельсовета Тамалинского района Пензенской области. На 1 января 2004 года — 41 хозяйство, 109 жителей.

## География
Деревня расположена на юге Тамалинского района, в 8 км к юго-западу от села Малая Сергиевка.

## История
По исследованиям историка — краеведа Полубоярова М. С., деревня образована в составе Репьёвской волости Балашовского уезда Саратовской губернии. С 1926 года — центр сельсовета, с 1955 года — в Малосергиевском сельсовете, затем до 2010 года в составе Калиновского сельского совета. В 50-х годах XX века в деревне организована бригада колхоза им. А. А. Жданова. Согласно Закону Пензенской области № 1992-ЗПО от 22 декабря 2010 года вновь передана в Малосергиевский сельский совет.

## Численность населения
| год                | 1859 | 1911 | 1926 | 1939 | 1959 | 1979 | 1989 | 1996 | 2004 |
| ------------------ | ---- | ---- | ---- | ---- | ---- | ---- | ---- | ---- | ---- |
| количество жителей | 349  | 680  | 825  | 562  | 264  | 154  | 102  | 132  | 109  |

## Улицы
- Южная.